# 磺酰胺

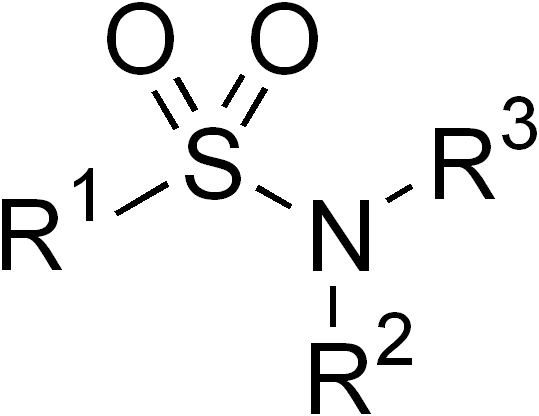
磺酰胺的通式。

磺酰胺（Sulfonamide），又称磺胺，是磺酸衍生物之一，通式 -S(=O)2-NH2，是磺酸的酰胺衍生物。
这个词常用来指磺胺类药物，一类具有磺酰胺结构的药物。

## 制取
实验室中可以通过磺酰氯（如对甲苯磺酰氯）与胺缩合制取磺酰胺。